# Мідвей (округ Бакстер, Арканзас)
Мідвей (англ. Midway) — переписна місцевість (CDP) в США, в окрузі Бекстер штату Арканзас. Населення — 1036 осіб (2020).

## Географія
Мідвей розташований за координатами 36°23′31″ пн. ш. 92°28′29″ зх. д. / 36.39194° пн. ш. 92.47472° зх. д. (36.391874, -92.474708).  За даними Бюро перепису населення США в 2010 році переписна місцевість мала площу 14,36 км², з яких 14,33 км² — суходіл та 0,03 км² — водойми.

## Демографія
Згідно з переписом 2010 року, у переписній місцевості мешкали 1084 особи в 499 домогосподарствах у складі 306 родин. Густота населення становила 75 осіб/км².  Було 589 помешкань (41/км²). 
Расовий склад населення:
| - 95,6 % — білих - 0,9 % — корінних американців - 0,3 % — азіатів - 0,1 % — чорних або афроамериканців |

До двох чи більше рас належало 2,5 %. Іспаномовні складали 3,4 % від усіх жителів.
За віковим діапазоном населення розподілялося таким чином: 18,4 % — особи молодші 18 років, 57,2 % — особи у віці 18—64 років, 24,4 % — особи у віці 65 років та старші. Медіана віку мешканця становила 49,3 року. На 100 осіб жіночої статі у переписній місцевості припадало 97,4 чоловіків;  на 100 жінок у віці від 18 років та старших — 96,2 чоловіків також старших 18 років.
Середній дохід на одне домашнє господарство  становив 31 224 долари США (медіана — 24 597), а середній дохід на одну сім'ю — 43 822 долари (медіана — 39 022). Медіана доходів становила 26 563 долари для чоловіків та 22 262 долари для жінок. За межею бідності перебувало 27,4 % осіб, у тому числі 59,7 % дітей у віці до 18 років та 6,5 % осіб у віці 65 років та старших.
Цивільне працевлаштоване населення становило 564 особи. Основні галузі зайнятості: освіта, охорона здоров'я та соціальна допомога — 34,2 %, виробництво — 26,8 %, роздрібна торгівля — 12,4 %, науковці, спеціалісти, менеджери — 10,1 %.